# 鬢

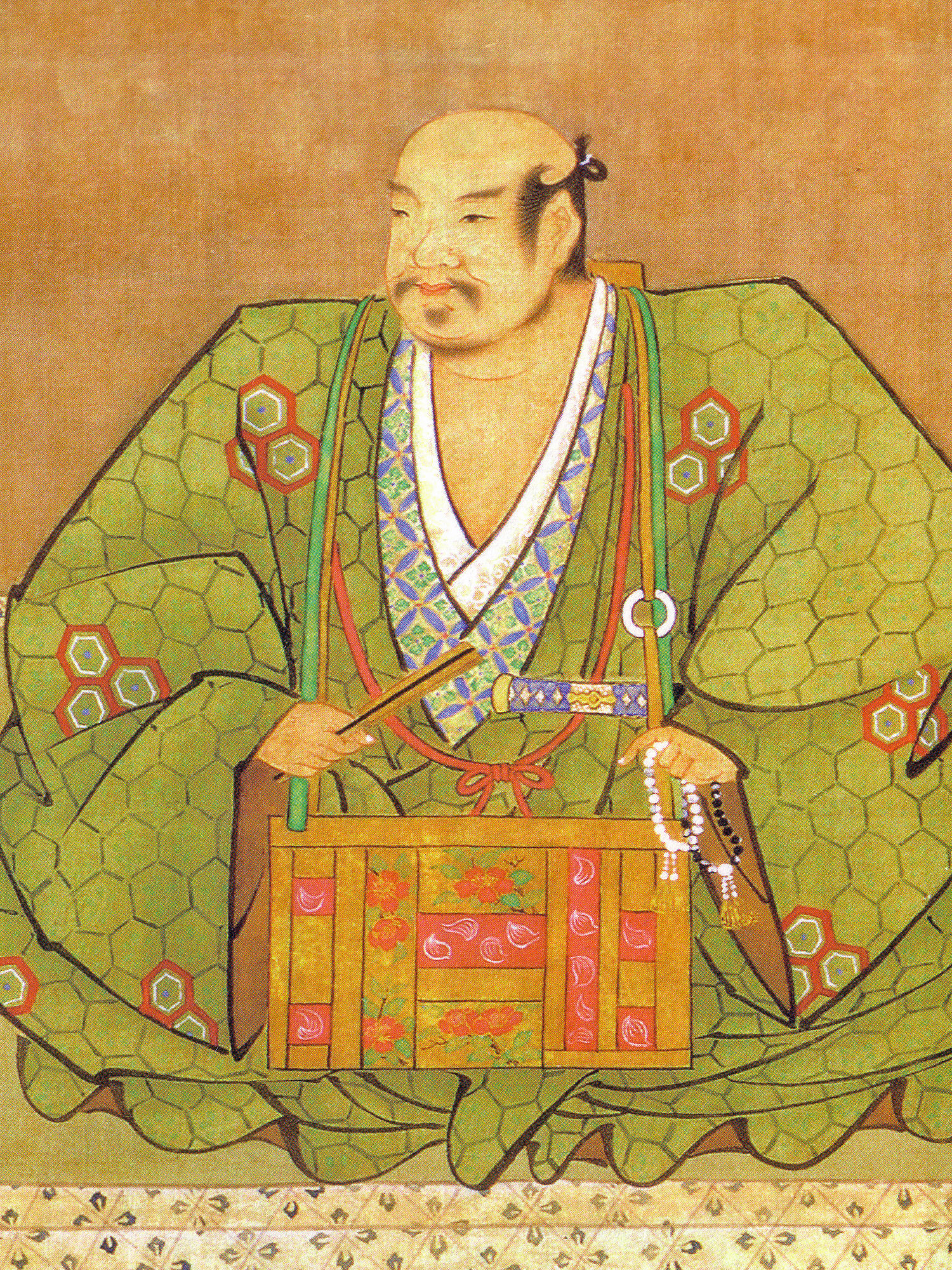
浅井長政。側面の髪が鬢。

鬢（）は頭の耳ぎわから生えた側面の髪である。

## 概要
鬢は頭髪の部位であり、側面の耳ぎわ部分から生えるものを指す。現代的にはおおよそ「サイド」の前寄り部分にあたる。かつての日本では男性が頭頂を刈り上げさかやきを作るスタイルが存在した。その場合、鬢はさかやきの横の髪がある領域として明確に観察できる（右図参照）。鬢のうち前縁部は小鬢と呼ばれ、しばしば刈り上げられた（#小鬢）。
鬢のヘアスタイルは容貌に大きく影響するため、様々な鬢の作り方が存在する。灯籠鬢は江戸中期に流行した鬢のスタイルである。かつては制裁として片方の鬢髪を落とす風習があった（片鬢剃り）。古くは御成敗式目の第34条に登場する。
「鬢」の語はすくなくとも平安時代末期には登場している。『玉葉』には「其鬢不正、月代太見苦、面色殊損」とある。

## 小鬢
小鬢（）は頭の左右前側面、こめかみあたりの髪である。出額（）とも。
小鬢は鬢の前縁部分であり、現代的にはサイドの一部にあたる。江戸時代の男性はたいてい小鬢を剃っていたが、一部の武士は小鬢を残していた。かつては制裁として片方の小鬢を落とす風習があった（片小鬢（））。古くは太平記（14世紀頃）に「小鬢」の語が登場している。

### 小鬢 (将棋)
将棋における小鬢は玉や飛車の斜め前の部分を指す。玉の斜め前に歩などの守り駒がいない状態を「コビンがあいている」と表現する。 また、角行での斜めから相手の玉や飛車を攻めることを「こびん攻め」と称する。